# Derrington
Derrington – wieś w Anglii, w hrabstwie Staffordshire. Leży 4 km na zachód od miasta Stafford i 200 km na północny zachód od Londynu.